# قائمة الأدوية الدوبامينية
هذه قائمة بالمواد الكيميائية والأدوية الدوبامينية، وهي أدوية موجودة بشكل طبيعي أو مصنعطة كيميائيا وتؤثر على الناقل العصبي دوبامين.

## ربيطةمستقبلات الدوبامين

### ناهضات الدوبامين

#### أدامانتانات
- أمانتادين
- ميمانتين
- ريمانتادين

#### أمينوتترالينات
- 7-هيدروكسي ثنائي بروبيل 2-أمينوتترالين
- 3-بروبيل هكسهيدروبنزو إندول-8-ول
- روتيغوتين
- يو أتش-232

#### بنزازيبينات
- 3-أليل-6-برومو-1-فنيل-5،4،2،1-رباعي هيدرو-3-بنزازيبين-8،7-ديول
- فينولدوبام
- أس كي أف-38,393
- SKF-77,434
- SKF-81,297
- SKF-82,958
- SKF-83,959

#### إرغولينات
- بروموكريبتين
- كابرغولين
- ثنائي هيدرو إرغوكريبتين
- ليسوريد
- ثنائي إيثيل أميد حمض الليسرجيك
- بيرغوليد

#### مشتقاتديهيدريكسيدسن
- 2-OH-NPA
- A-86,929
- سيلادوبا
- ديهيدريكسيدين
- دينابسولين
- دينوكسيلين
- دوكسانثرين

#### أخرى
- A-68,930
- A-77,636
- A-412,997
- ABT-670
- ABT-724
- أبليندور
- أبومورفين
- أريبيبرازول
- بيفبرونوكس
- BP-897
- CY-208,243
- ديزوسيلبين
- إتيليفودوبا
- فليبانسرين
- كيتامين
- ميليفودوبا
- مودافينيل
- باردوبرونوكس
- فنسيكليدين
- بي دي-128907
- PD-168,077
- بي أف-219061
- بيريبيديل
- براميبكسول
- بروبيل نورابومورفون
- بوكاتين
- كيناغوليد
- كينلوران
- كينبيرول
- RDS-127
- Ro10-5824
- روبينيرول
- روتيغوتين
- روكسيندول
- سالفينورين أ
- SKF-89,145
- ومانيرول
- ترغوريد
- أومسبيرون
- WAY-100,635

### مضادات الدوبامين

#### مضادات نمطية للذهان
- آسيبرومازين
- آزابيرون
- بنبيريدول
- برومبيريدول
- كلوبنثيكسول
- كلوربرومازين
- كلوربروثيكسين
- دروبيريدول
- فلوبينتكسول
- فلوفينازين
- فلوسبيريلين
- هالوبيريدول
- لوكسابين
- ميزوريدازين
- ميثوتريمبرازين
- نيمونابريد
- بنفلوريدول
- بيرازين
- بيريسيازين
- بيرفينازين
- بيموزيد
- بروكلوربيرازين
- برومازين
- سفلوريدازين
- سلبيريد
- سلتوبريد
- ثيوريدازين
- ثيوثيكسين
- تريفلوبيرازين
- تريفلوبرومازين
- تريفلوبيريدول
- زوكلوبنثيكسول

#### مضادات غير نمطية للذهان
- أميسلبريد
- أسينابين
- بلونانسيرين
- كاريبرازين
- كاربيبرامين
- كلوكابرامين
- كلوزابين
- جيفوترولين
- إيليبيريدون
- لورازيدون
- ملبيرون
- موليندون
- موسابرامين
- أوكابيريدون
- أولانزابين
- باليبيريدون
- بيروسبيرون
- بيكيندون
- كيتيابين
- ريموكسيبريد
- رسبيريدون
- سرتندول
- تيوسبيرون
- زيبراسيدون
- زوتيبين

#### مضادات القيء
- AS-8112
- أليزابريد
- بروموبريد
- كلبوبريد
- دومبيريدون
- ميتوكلوبراميد
- ثييثيل بيرازين

#### أخرى
- أموكسابين
- بوسبيرون
- بوتاكلامول
- إيكوبيبام
- ن-إيثوكسي كاربونيل-2-إيثوكسي-1,2-ثنائي هيدرو كينولين (EEDQ)
- إتيكلوبريد
- فانانسيرين
- L-745,870
- نافادوتريد
- نوسيفيرين
- PNU-99,194
- راكلوبريد
- ساريزوتان
- SB-277,011-A
- SCH-23,390
- SKF-83,566
- SKF-83,959
- سونيببرازول
- سبيبيرون
- سبيروكساترين
- ستيفوليدين
- رباعي هيدرو البالماتين
- تيابريد
- يو أتش-232
- يوهيمبين

## مثبطات الاسترداد

### مثبطاتناقل الدوبامين(DAT)

#### بيبرازينات
- DBL-583
- GBR-12,935
- نيفازودون
- فانوكسيرين

#### بيبريدينات
- بينوسيكليدين
- ديسوكسيبيبرادرول
- دكسمثيل فينيدات
- ديفيميتوركس
- أثيل فينيدات
- مثيل نافثيدات
- مثيل فينيدات
- فنسيكليدين
- بيبرادرول

#### بيروليدينات
- ثنائي فنيل برولينول
- مثيلين ثنائي أوكسي بيروفاليرون
- نافيرون
- برولنتان
- بيروفاليرون

#### تروبانات
- 3بيتا-(4'-كلوروفنيل)-2β-(3'-فنيل آيزوكسازول-5'-يل)تروبان)
- ألتروبان
- براسوفنسين
- WIN 35428
- كوكايين
- ثنائي كلوروبان
- ثنائي فلوروبين
- ن-(2'-فلورو أثيل-)-3 بيتا-(4'-كلورو فنيل)-2β-(3'-فنيل آيزوكسازول-5'-يل)نورتروبان (FE-β-CPPIT)
- ن-(3'-فلورو بروبيل-)-3 بيتا-(4'-كلورو فنيل)-2β-(3'-فنيل آيزوكسازول-5'-يل)نورتروبان (FP-β-CPPIT)
- يوفلوبان (123ي)
- يوميتوبان
- RTI-112
- RTI-113
- RTI-121
- RTI-126
- RTI-150
- RTI-177
- RTI-229
- RTI-336
- تينوسيكليدين
- تيسوفنسين
- تروباريل
- تروبوكسان
- 2بيتا-بروبانويل-3بيتا-(4-توليل)-تروبان (WF-11)
- 2بيتا-بروبانويل-3بيتا-(4-نافثيل)-تروبان (WF-23)
- 2-بروبانويل-3-(4-آيزوبروبيل فنيل)-تروبان (WF-31)
- 2ألفا-(بروبانويل)-3بيتا-(2-(6-ميثوكسي نافثيل))-تروبان (WF-33)

#### أخرى
- أدرافينيل
- أرمودافينيل
- حمض الأمفونيليك
- أمينبتين
- بنزتروبين
- برومانتان
- 2-بوتيل توليل كينوكليدين
- BTS-74,398
- بوبروبيون
- سيكلازيندول
- ديكلوفنسين
- ديميثوكين
- ثنائي فنيل بيرالين
- ديزوسيلبين
- DOV-102,677
- DOV-21,947
- DOV-216,303
- إيتيبنزتروبين
- EXP-561
- فنكامين
- فنكامفامين
- فيزولامين
- GYKI-52,895
- فلورينول
- إنداترالين
- كيتامين
- ليفيتامين
- ليفوفاسيتوبيران
- LR-5182
- مانيفاكسين
- مازيندول
- ميديفوكسامين
- ميزوكارب
- مودافينيل
- نيفوبام
- نوميفنسين
- NS-2359
- O-2172
- بريدفرين
- بروبيل أمفيتامين
- رادافكسين
- SEP-225,289
- SEP-227,162
- سيرترالين
- سيبوترامين
- تامترالين
- تريبلنامين

### مثبطاتناقل أحادي الأمين الحويصلي(VMAT)
- دزربيدين
- إيبوجايين
- ريزيربين
- تترابينازين

## مطلقات الدوبامين

### مورفولينات
- فنبوترازات
- مورازون
- فنديمترازين
- فنمترازين

### أكسازولينات
- 4-مثيل أمينوركس
- أمينوركس
- كلومينوركس
- سيكلازودون
- فينوزولون
- فلومينوركس
- بيمولين
- ثوزالينون

### فينيثيلامينات
(كذلك أمفيتامينات وكاثينونات وفنترمينات الخ.):
- 2-هيدروكسي فنثيلامين
- 4-كلورو فنيل آيزوبوتيل أمين
- 4-مثيل أمفيتامين
- 4-مثيل ميثامفيتامين
- ألفيتامين
- امفكلورال
- امفيبنتوركس
- أمفيبرامون
- أمفيتامين (دكستروأمفيتامين، ليفوأمفيتامين)
- أمفيتامينيل
- بيتا مثيل فنثيلامين
- بنزو ثنائي أوكسيلول بوتانامين
- بنزو ثنائي أوكسيلول هيدروكسي بوتانامين
- بنزفيتامين
- بوفدرون
- بوتيلون
- كاثين
- كاثينون
- كلوبنزوركس
- كلورترمين
- د-دبرنيل
- ثنائي ميثوكسي أمفيتامين
- ثنائي ميثوكسي مثامفيتامين
- ثنائي مثيل أمفيتامين
- ثنائي مثيل كاثينون
- إثكاثينون
- أثيل أمفيتامين
- أثيل بنزو ثنائي أوكسيلول بوتانامين
- أثيلون
- فامبروفازون
- فينيثايلين
- فنبروبوركس
- فليفدرون
- فلودوركس
- فورفينوركس
- هوردينين
- لوفوفين
- ميفينوركس
- ميفيدرون
- ميثامفيتامين (دكستروميثامفيتامين، ليفوميثامفيتامين)
- ميثكاثينون
- ميثيدرون
- ميثوكسي مثيلين دايوكسي أمفيتامين
- ميثوكسي مثيلين دايوكسي ميثامفيتامين
- مثيل بنزو ثنائي أوكسوليل بوتانامين
- مثيلين ثنائي أوكسي أمفيتامين
- مثيلين ثنائي أوكسي أثيل أمفيتامين
- مثيلين ثنائي أوكسي هيدروكسي أمفيتامين
- مثيلين ثنائي أوكسي ميثامفيتامين
- مثيلين ثنائي أوكسي مثيل فينيثيلامين
- مثيلين ثنائي أوكسي فينيثيلامين
- مثيلون
- أورتيتامين
- بارا برومو أمفيتامين
- بارا كلورو أمفيتامين
- 4-فلورو أمفيتامين
- 4-فلورو ميثامفيتامين
- بارا هيدروكسي أمفيتامين
- بارا يودو أمفيتامين
- باردرين
- فينيثيلامين
- فولدرين
- فنبروميثامين
- برينيلامين
- بروبيل أمفيتامين
- تيفلوركس
- تيرامين
- كسيلوبروبامين
- زيلوفورامين

### بيبرازينات
- 2C-B-BZP
- بنزيل بيبرازين
- ميثوكسي فنيل بيبرازين
- مثيل بنزيل بيبرازين
- مثيلين ثنائي أوكسي بنزيل بيبرازين

### أخرى
- 2-أمينو-1,2-ثنائي هيدرو نفثالين
- 2-أمينو إندان
- 2-أمينو تترالين
- 4-بنزيل بيبريدين
- 5-يودو-2-أمينو إندان
- كلوفنسيكلان
- سيكلوبنتامين
- سيبينامين
- سيبرودينات
- فبروسدنين
- جيلوتنسين
- هبتامينول
- هكساسيكلونات
- إندانيل أمينو بروبان
- إندانوركس
- آيزوميثيبتين
- مثيل هكسامين
- نافثيل أمينو بروبان
- أوكتودرين
- فثاليميدوبروبيوفينون
- بروبيل هيكسدرين (ليفوبروبيل هيكسدرين)
- توامينوهيبتان

## مثبطات الإنزيمات

### ابتناء

#### مثبطاتفينيل ألانين هيدروكسيلاز
3,4-ثنائي هيدروكسي ستيرين

#### مثبطات تيروسين هيدروكسيلاز
- 3-يودو تيروسين
- أكواياميسين
- بلبوكابنين
- ميتيروسين
- أودينون

#### مثبطات دوبا كاربوكسيلاز
- بنسيرازيد
- كاربيدوبا
- جينيستين
- مثيلدوبا

### تقويض

#### مثبطات أكسيداز أحادي الأمين
غير انتقائية:
- بنموكسين
- كاروكسازون
- إتشينوبسيدين
- فورازوليدون
- هيدرالازين
- إندانتادول
- إيبروكلوزيد
- إيبرونيازيد
- إيزوكاربوكسازيد
- إيزونيازيد
- لنزوليد
- ميبانازين
- متفندرازين
- نيالاميد
- أوكتاموكسين
- باراكسازون
- فينيلزين
- فينيبرازين
- فينوكسيبروبازين
- بيفاليلبنزهيدرازين
- بروكاربازين
- سافرازين
- ترانيل سيبرومين

مثبطات أكسيداز أحادي الأمين (أ) الانتقائية:
- أميفلامين
- بازينابرين
- بفلوكزاتون
- بيفول
- بروفارومين
- سيموكساتون
- كلورجيلين
- إيسوبرون
- شبه قلويات حرملا (حرمين، حرملين، رباعي هيدرو الحرمين، حرمان، نورحرمان، الخ.)
- زرقة الميثيلين
- متراليندول
- مينابرين
- موكلوبيميد
- بيرليندول
- سركلوريمين
- تتريندول
- تولوكساتون
- تيريما

مثبطات أكسيداز أحادي الأمين (ب) الانتقائية
- د-دبرنيل
- سيليجيلين
- لادوستيجيل
- لازابيميد
- ماليسيميد
- موفيجيلين
- باجيلين
- راساجيلين
- سافيناميد

#### مثبطات ناقل كاتيكول-و-مثيل
- إنتاكابون
- نتكابون
- أوبيكابون
- تولكابون

#### مثبطاتبيتا-هيدروكسيلاز الدوبامين
- بمبيدوميد
- ثنائي السلفيرام
- دوباستين
- حمض الفوساريك
- نيبيكاستات
- حمض الفينوبيكوكولينيك
- تروبولون

## أخرى

### مركبات طليعية
ل-فينيل ألانين → ل-تيروسين → ليفودوبا

### عوامل مرافقة
- حديدوز حديد (Fe2+)
- رباعي هيدرو بيوبتيرين
- فيتامين بي3 (نياسين، نيكوتيناميد → ثنائي نوكليوتيد الأدنين وأميد النيكوتين)
- فيتامين ب6 (بيريدوكسين، بيريدوكسامين، بيريدوكسال → فوسفات البيريدوكسال)
- فيتامين ب9 (حمض الفوليك → رباعي هيدرو حمض الفوليك)
- فيتامين ج (حمض الأسكوربيك)
- زنك (Zn2+)

### محسنات النشاط
- بنزوفورانيل بروبيل أميون بنتان (BPAP)
- فنيل بروبيل أميون بنتان (PPAP)

### ذيفان
- أكسيدوبامين (6-هيدروكسيدوبامين)

### أدوية أولية لليفودوبا
- XP21279